# Sint-Barbarabeeld (Thorn)
Het Sint-Barbarabeeld is een standbeeld in Thorn in de Nederlandse gemeente Maasgouw. Het beeld staat aan een kruising in het westen van het dorp waarop de straten Lindepad, Casino, Wilhelminalaan en Ittervoorterweg uitkomen. Buiten het dorp staat er ook een Sint-Barbarakapel. Op ongeveer 90 meter naar het noorden staat de Sint-Nepomucenuskapel.
Het beeld is opgedragen aan de heilige Barbara van Nicomedië, de beschermheilige van mijnwerkers.

## Geschiedenis
Met de ontginning van de steenkolenlagen van het Zuid-Limburgs steenkoolbekken werden er van heide en ver mensen aangetrokken om te werken in de steenkolenmijnen. Een plaats waar een flinke groep mijnwerkers woonde was Thorn. Na de Tweede Wereldoorlog woonden van alle plaatsen ten noorden van de Maas in Thorn de meeste mijnwerkers en in 1960 was in Thorn 27% van de mannelijke beroepsbevolking actief in de Zuid-Limburgse mijnbouw. Vanuit Thorn reden dagelijks pendelbussen die de mijnwerkers hoofdzakelijk naar de Staatsmijn Maurits in Geleen.
In februari 1951 diende de afdeling Thorn van de RK Mijnwerkersbond een verzoek in bij de Gemeente Thorn voor het verkrijgen van een bijdrage voor de stichting van een standbeeld van de heilige Barbara. Het beeld werd door priester-kunstenaar Jean Adams ontworpen en beeldhouwer Joep Thissen deed het beeldhouwwerk.

## Standbeeld
Het bouwwerk bestaat uit een breed achtzijdig bakstenen basement die tevens dient als plantenbak, in het midden hiervan is een bakstenen sokkel geplaatst met aan de voorzijde een gedenksteen en bovenop staat het Barbarabeeld. De gedenksteen toont een wapenschild van mijnwerkers met daarop gekruiste hamers met eronder de tekst:

H. BARBARA
BESCHERM
ONZE
MIJNWERKERS

Het beeld toont de heilige Barbara, terwijl zij in haar rechterhand een martelaarspalm vasthoudt en met haar linkerhand op een soort toren rust.